# 多布羅耶區
52°51′37″N 39°48′34″E / 52.86028°N 39.80944°E
多布羅耶區（俄语：Добровский район），是俄羅斯的一個區，位於該國西部，由利佩茨克州負責管轄，面積1,315平方公里，2010年人口24,228，人口密度每平方公里18.42人。